# سبزک پس‌سرحنایی
سبزک پس‌سرحنایی (نام علمی: Pachysylvia semibrunnea) گونه‌ای از پرندگان تیرهٔ سرودخوانان (Vireonidae) است که در رشته کوه‌های آند در کلمبیا، شمال اکوادور و غربی‌ترین بخش ونزوئلا یافت می‌شود. زیستگاه‌های طبیعی آن جنگل‌های کوهستانی نمناک نیمه‌گرمسیری یا گرمسیری و جنگل‌های پیشین به‌شدت دگرگون‌شده است.